# Druso Cesare
Druso Giulio Cesare Germanico (in latino Drusus Iulius Caesar Germanicus; 7 – Roma, 33), meglio conosciuto semplicemente come Druso Cesare o Druso III (per distinguerlo dal nonno Druso maggiore e dallo zio Druso minore), è stato un nobile romano, membro della dinastia giulio-claudia.

## Origini familiari

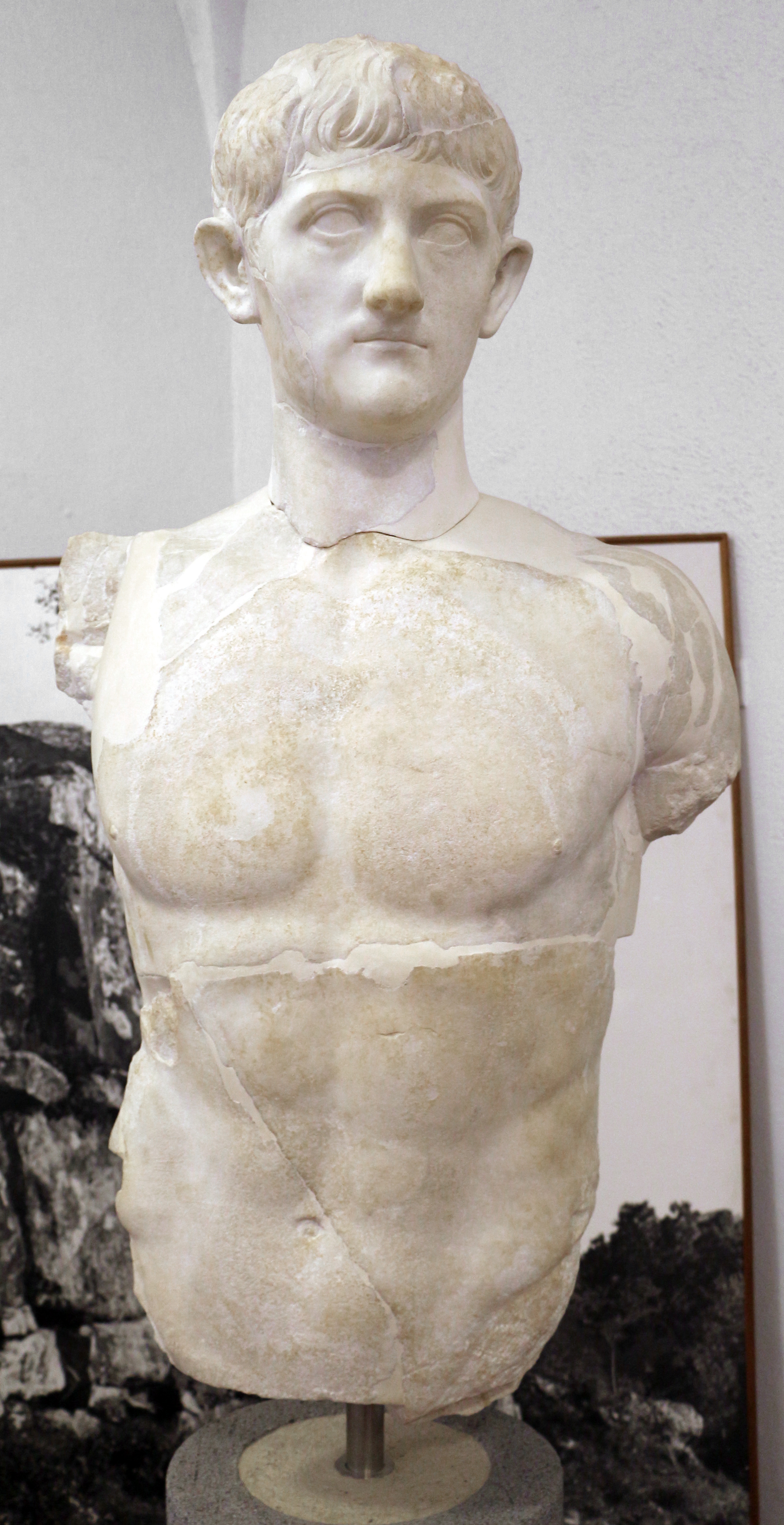
Statua virile in nudità eroica, forse di Druso, figlio di Germanico e Agrippina maggiore, 1-50 d.C. circa, da Roselle (Museo archeologico e d'arte della Maremma, Grosseto)

Druso era il figlio secondogenito di Germanico e Agrippina maggiore. Il nonno paterno era Druso maggiore, a sua volta figlio di Tiberio Claudio Nerone e Livia Drusilla, moglie dell'imperatore Augusto, mentre la nonna materna Antonia minore, figlia di Marco Antonio e di Ottavia minore, sorella di Augusto. Germanico fu poi adottato dallo zio Tiberio. Agrippina maggiore, madre di Druso, era invece figlia di Marco Vipsanio Agrippa, (generale e amico di Augusto) e di Giulia maggiore, unica figlia naturale del primo imperatore. Druso era quindi fratello dell'imperatore Gaio Cesare "Caligola" e di Agrippina minore, moglie dell'imperatore Claudio e madre dell'imperatore Nerone. Suoi altri fratelli erano Nerone Cesare, Giulia Drusilla e Giulia Livilla.

## Biografia
Nacque nel 7 e nel 19 il padre Germanico morì, forse fatto avvelenare dallo stesso Tiberio con l'aiuto di Gneo Calpurnio Pisone, che si suicidò poco dopo. Nel 23 prese la toga virilis con gli stessi privilegi concessi al fratello Nerone. Druso fu fidanzato da piccolo con la sorella di Marco Salvio Otone ma infine sposò Emilia Lepida, figlia di Marco Emilio Lepido (figlio di Cornelia Scipione, figlia a sua volta di un precedente matrimonio di Scribonia, prima moglie di Augusto), e di Vipsania Marcella (figlia di Agrippa e della sua seconda moglie Claudia Marcella maggiore). Lo storico latino Tacito riferisce che, durante l'unione, "lei perseguitò il marito con continue accuse". Nel 36 fu accusata di aver commesso adulterio con uno schiavo e si suicidò, "poiché non c'era alcun dubbio sulla sua colpevolezza".
Insieme al fratello Nerone, fu l'erede di Tiberio, suo nonno adottivo e prozio naturale, dopo la morte del figlio naturale dell'imperatore, Druso minore, nel 23. I due fratelli ebbero il compito di pronunciare l'elogio funebre e Tiberio decise subito dopo di affidare i figli di Germanico direttamente al Senato. Per tre anni ci fu un periodo di splendore per gli eredi di Germanico, che vennero nominati principes iuventutis e che videro la loro popolarità aumentare in tutto l'impero. Nel 26, però, Druso iniziò a frequentare il prefetto del pretorio Lucio Elio Seiano, che sfruttando la sua gelosia verso il fratello, lo mise contro Nerone e la madre Agrippina, la quale favoriva il figlio maggiore. Entrambi i fratelli, i più vicini alla successione di Tiberio, venivano spiati giorno e notte da Seiano, che mirava al potere imperiale.
A questo scopo Seiano usò la moglie di Druso, Emilia Lepida, per controllare il marito e riferirgli ogni sua mossa. Nel 29 la madre e il fratello Nerone, furono accusati di tramare contro Tiberio e vennero imprigionati, esiliati ed infine uccisi. Druso venne allora chiamato a Capri da Tiberio, che voleva tenerlo vicino a sé. Nel 31 Tiberio, iniziando ad essere sospettoso, nominò Druso quale suo erede, poiché aveva paura di cadere vittima di qualche sommossa. Neanche questo salvò il figlio di Germanico che, infatti, dopo pochi anni dalla sua partenza, venne richiamato a Roma, arrestato ed infine incarcerato nelle segrete del Palatino. Morì di fame dopo nove giorni di segregazione, imprigionato negli scantinati del Palazzo Imperiale, ridotto a masticare l'imbottitura del letto. Dopo la sua morte Tiberio fece esporre in pubblico il corpo e infierì sul defunto, presentandolo come folle e depravato sessuale.
Nel 37, subito dopo la morte di Tiberio, il nuovo imperatore Caligola pose le ceneri di Druso nel Mausoleo di Augusto concedendogli tutti gli onori.

## Ascendenza
|                                 |                        |                       | Genitori                            |  |  | Nonni |  |  | Bisnonni                       |  |  | Trisnonni            |  |
|                                 |                        |                       |                                     |  |  |       |  |  | Pretore Tiberio Claudio Nerone |  |  | Druso Claudio Nerone |  |
|                                 |                        |                       |                                     |  |  |       |  |  | Pretore Tiberio Claudio Nerone |  |  | Druso Claudio Nerone |  |
|                                 |                        | Claudia               |                                     |  |  |       |  |  | Pretore Tiberio Claudio Nerone |  |  |                      |  |
| Console Druso maggiore          |                        |                       |                                     |  |  |       |  |  | Pretore Tiberio Claudio Nerone |  |  |                      |  |
|                                 |                        | Livia Drusilla        | Pretore Marco Livio Druso Claudiano |  |  |       |  |  |                                |  |  |                      |  |
|                                 |                        | Livia Drusilla        | Pretore Marco Livio Druso Claudiano |  |  |       |  |  |                                |  |  |                      |  |
|                                 |                        | Livia Drusilla        | Alfidia                             |  |  |       |  |  |                                |  |  |                      |  |
| Console Germanico Giulio Cesare |                        | Livia Drusilla        |                                     |  |  |       |  |  |                                |  |  |                      |  |
|                                 |                        | Console Marco Antonio | Pretore Marco Antonio Cretico       |  |  |       |  |  |                                |  |  |                      |  |
|                                 |                        | Console Marco Antonio | Pretore Marco Antonio Cretico       |  |  |       |  |  |                                |  |  |                      |  |
|                                 |                        | Console Marco Antonio | Giulia Antonia                      |  |  |       |  |  |                                |  |  |                      |  |
| Antonia minore                  |                        | Console Marco Antonio |                                     |  |  |       |  |  |                                |  |  |                      |  |
|                                 |                        | Ottavia minore        | Pretore Gaio Ottavio                |  |  |       |  |  |                                |  |  |                      |  |
|                                 |                        | Ottavia minore        | Pretore Gaio Ottavio                |  |  |       |  |  |                                |  |  |                      |  |
|                                 |                        | Ottavia minore        | Azia maggiore                       |  |  |       |  |  |                                |  |  |                      |  |
| Druso Cesare                    |                        | Ottavia minore        |                                     |  |  |       |  |  |                                |  |  |                      |  |
|                                 | Lucio Vipsanio Agrippa | …                     |                                     |  |  |       |  |  |                                |  |  |                      |  |
|                                 | Lucio Vipsanio Agrippa | …                     |                                     |  |  |       |  |  |                                |  |  |                      |  |
|                                 | Lucio Vipsanio Agrippa | …                     |                                     |  |  |       |  |  |                                |  |  |                      |  |
| Console Marco Vipsanio Agrippa  | Lucio Vipsanio Agrippa |                       |                                     |  |  |       |  |  |                                |  |  |                      |  |
|                                 |                        | …                     | …                                   |  |  |       |  |  |                                |  |  |                      |  |
|                                 |                        | …                     | …                                   |  |  |       |  |  |                                |  |  |                      |  |
|                                 |                        | …                     | …                                   |  |  |       |  |  |                                |  |  |                      |  |
| Agrippina maggiore              |                        | …                     |                                     |  |  |       |  |  |                                |  |  |                      |  |
|                                 |                        | Imperatore Augusto    | Pretore Gaio Ottavio                |  |  |       |  |  |                                |  |  |                      |  |
|                                 |                        | Imperatore Augusto    | Pretore Gaio Ottavio                |  |  |       |  |  |                                |  |  |                      |  |
|                                 |                        | Imperatore Augusto    | Azia maggiore                       |  |  |       |  |  |                                |  |  |                      |  |
| Giulia maggiore                 |                        | Imperatore Augusto    |                                     |  |  |       |  |  |                                |  |  |                      |  |
|                                 |                        | Scribonia             | Pretore Lucio Scribonio Libone      |  |  |       |  |  |                                |  |  |                      |  |
|                                 |                        | Scribonia             | Pretore Lucio Scribonio Libone      |  |  |       |  |  |                                |  |  |                      |  |
|                                 |                        | Scribonia             | Sentia                              |  |  |       |  |  |                                |  |  |                      |  |
|                                 |                        | Scribonia             |                                     |  |  |       |  |  |                                |  |  |                      |  |